# Vinod Kambli
Vinod Ganpat Kambli (* 18. Januar 1972 in Bombay, Indien) ist ein ehemaliger indischer Cricketspieler. Neben seiner Karriere in der indischen Nationalmannschaft tritt er heute als Kommentator und Experte für Cricketübertragung mehrerer TV-Sender auf. Des Weiteren nahm er an mehreren Realityshows teil und trat als Schauspieler in Bollywood-Produktionen auf.

## Kindheit und Ausbildung
Kambli wuchs in Bombay auf und ging zur Shardashram Vidyamandir School. Erste Bekanntheit erreichte er durch einen Auftritt im Halbfinale der indischen Schulmeisterschaft, dem Harris Shield. Gegen ihren Gegner St Xavier’s High School waren Kambli und sein Mitspieler Sachin Tendulkar, der später Kapitän und einer der besten Batsman der indische Nationalmannschaft wurde, als die dominierenden Batsman zu erwarten. St Xavier’s gelang zunächst zwei Batsman zu entfernen, bevor Tendulkar sich zu Kambli am Schlag gesellte. Bis zum Abend gelangen Kambli 182 und Tendulkar 192 Runs und ihr Coach, der am zweiten Tag nicht dabei sein konnte, wies die beiden Batsman an, am Morgen die Deklaration auszusprechen und so zum Bowling überzugehen. Die beiden ignorierten jedoch die Anweisung und griffen bis zum Mittagessen an. Bis dahin erzielte Kambli 349 und Tendulkar 326 Runs. Daraufhin riefen sie bei ihrem Trainer an und baten darum, weiter am Schlag verweilen zu dürfen, doch dieser ordnete die sofortige Deklaration an und die beiden Spieler folgten der Anweisung. Die zusammen in der Partnerschaft erzielten 664 Runs wurden später als Weltrekord identifiziert und erst 2006 gebrochen.

## Cricketkarriere
Drei Jahre nach dem Weltrekord 1989 gab er sein Debüt für Bombay im indischen Frist-Class-Wettbewerb, der Ranji Trophy. Dabei erzielte er sechs Runs von seinem ersten Ball. Ab 1991 wurde er für die indische Nationalmannschaft ausgewählt, zunächst jedoch nur im ODI-Team. Sein erster Einsatz erfolgte bei der Wills Trophy 1991/92 gegen Pakistan. Im Frühjahr wurde er für den Cricket World Cup 1992 nominiert, der für ihn und die indische Mannschaft enttäuschend verlief. So wurde er erst wieder zur nächsten Heimtour gegen England im nächsten Jahr nominiert, wobei er im ersten ODI sein erstes Century (100 Runs in einem Innings) mit 100 not out erzielte. Die weiteren ODIs verliefen weniger erfolgreich, sicherten ihm jedoch die Qualifikation für das Test-Team. Beim dritten Test der Serie gelang ihm mit 224 ein Double-Century. Dies wiederholte er bei der folgenden Tour gegen Simbabwe, wo ihm 227 Runs gelangen. Bei der im Sommer verlaufende Tour gegen Sri Lanka gelangen ihm während der Test-Serie zwei Centuries, die ODI-Serie verlief jedoch durchwachsener.
Von da an konnte er nach dem starken Start seiner internationalen Karriere nicht mehr an diese Leistungen anknüpfen. Er wurde weiterhin für das Test- und ODI-Team in den Saisons 1993/94 und 1994/95 nominiert. Dies änderte sich zu Beginn der Saison 1995/96, als er nach der Tour gegen Neuseeland nicht mehr für das Test-Team berücksichtigt wurde. Dennoch wurde er für den Cricket World Cup 1996 berücksichtigt, wo ihm gegen Simbabwe sein zweites und letztes ODI-Century gelang. Nachdem im Halbfinale in Kalkutta Indien gegen Sri Lanka bei seiner Antwort kollabierte, stand er am Schlag als das Spiel auf Grund von Zuschauerausschreitungen abgebrochen wurde.
Im Sommer wurde er nicht für die Tour in England nominiert. Diese erfolgte erst wieder für die Singer World Series 1996 in Sri Lanka und gegen Pakistan in Kanada im Herbst des Jahres. Nach diesen Einsätzen wurde er wieder aus dem Team gestrichen. Bis Folgenden wurde er nur noch für Mehrnationen-Turniere nominiert, wobei er nicht im Kader der nächsten Weltmeisterschaft war. Seinen letzten Einsatz bei einem ODI hatte er bei der Coca-Cola Champions Trophy 2000/01 in den Vereinigten Arabischen Emiraten. Insgesamt hatte er während seiner Karriere neun Comebacks ins ODI-Team gegeben.

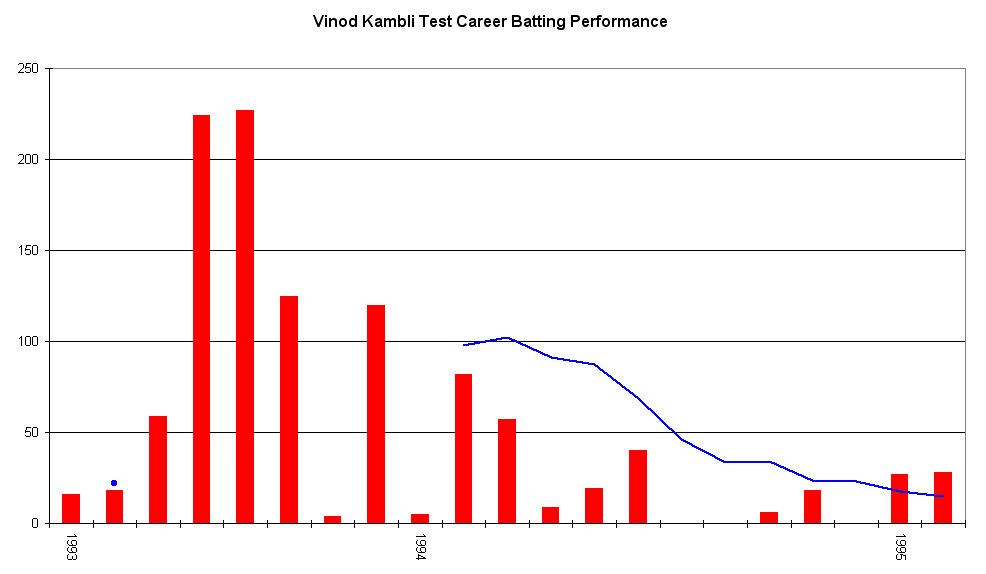
Anzahl der Runs pro Innings Kamblis im Test Cricket.

Zur Saison 2002/03 wechselte er nach Südafrika und spielte für Boland. In der Saison 2004/05 wurde er auch das letzte Mal für Mumbai eingesetzt und spielte seitdem nicht mehr aktiv. Seinen offiziellen Rücktritt vom internationalen Cricket erklärte er 2009, für das nationale Cricket erfolgte dieser 2011.

## Abseits vom Cricket
Nach seiner internationalen Karriere spielte er in insgesamt drei Bollywood-Produktionen mit. Auch trat er bei Reality-TV-Formaten im indischen Fernsehen auf. Derzeit tritt er in den indischen Medien zunehmend als Kommentator und Experte für Cricketübertragungen auf.